# 주위압력
주위압력(Ambient pressure)은 물체가 접촉해 있는 액체나 기체, 즉 물체를 감싸고 있는 매질의 압력을 의미한다. 이 중 특히나 물체가 그냥 공기 중에 있을 때, 1기압의 압력을 받는 상태를 특별하게 상압이라고 한다.

## 물 속
물체가 물 속에 있을 경우, 그 물체의 주위압력은 일정한 수압을 받는다.

## 참고 문헌
- Damon, Edward G; Gaylord, Charles S; Hicks, William; Yelverton, John T; Richmond, Donald R; White, Clayton S. “The effects of ambient pressure on tolerance of mammals to air blast”. Albuquerque: Lovelace Foundation for Medical Education and Research. 2011년 5월 22일에 원본 문서에서 보존된 문서. 2010년 1월 5일에 확인함.
- Frost, David Lawrence; Sturtevant, Bradford (1986). “Effects of ambient pressure on the instability of a liquid boiling explosively at the superheat limit”. 《Journal of Heat Transfer》 (Caltech Library) 108 (2): 418–24. doi:10.1115/1.3246940. 2008년 12월 12일에 원본 문서에서 보존된 문서. 2010년 1월 5일에 확인함.